# Старе місто (артгрупа)
«Старе місто» — неформальне об'єднання незалежних ленінградських художників.

## Історія
Артгрупа виникла 6 вересня 1981 . Спочатку вона називалася «Люди старого міста».
У перший основний склад групи входили: Ян Антонишев, Дмитро Єгорівський і Валерій Філіппов.
Мистецтвознавець Н. І. Благодатов пише:
Група «Старе Місто» утворилася в 1981 році ще в радянську епоху, коли ідеологія намагалася направити молодь до світлого майбутнього. І ось група зовсім ще юних художників пішла у зворотному напрямку — у минуле. Це був рік, коли найрізноманітніші сили у вільній творчості Ленінграда знайшли можливість об'єднатися для спільних виставок неофіційного мистецтва в «Товариство експериментального образотворчого мистецтва». Однак група «Старе місто» існувала як би паралельно, хоча в протистоянні соцреалізму була близька ТЕІІ. — Н. І. Благодатов, «Старе Місто» у старому місті, 08.06.2008
Разом з іншими об'єднаннями група виступала з градозахисними ініціативами, спрямованими на збереження старої архітектури міста. 

## Учасники групи
- Ян Антонишев
- Алентьев Дмитро
- Афонькин Сергій
- Охапкін Сергій
- Барабанщиков Дмитро
- Браммерло Сюзанна
- Васильєва Ірина
- Гончаров Олександр
- Микола Данилевський
- Єгорівська Дмитро
- Едомський Михайло
- Михайлов Олександр
- Рєпін Слава
- Романович Юлія
- Сахарова Ірина
- Сашнёва Олександра
- Светлов Олексій
- Слепишева Настя
- Стеблянскій Микола
- Талантова Інна
- Уваров Андрій
- Ухнальов Євген
- Уфімцев Леонід
- Наталія Ходячева
- Валерій Філіппов
- Яшке Володимир

## Виставки
- 1987 — Фестиваль творчих спілок. Спілка Архітекторів. Ленінград.
- 1988 — Музей Замку м. Нарва. Естонія
- 1989 — «Від авангарду до перебудови». Виставковий павільйон в Гавані. Ленінград.
- 1989 — Музей Історії Міста. Ленінград.
- 1990 — «Місто» Центральний Виставковий Зал «Манеж». Ленінград.
- 1990 — «Старе Місто». Виставковий зал церкви Сан-Ніколо. Флоренція, Італія.
- 1991 — «Старе Місто». Виставковий Зал Спілки Художників на Охті. Санкт-Петербург.
- 1992 — «Старе Місто» Спілка Художників. Санкт-Петербург.
- 1994 — «Старе Місто» Спілка Художників. Санкт-Петербург.
- 1995 — «Старе Місто» Музей міської скульптури, Олександро-Невська Лавра. Санкт-Петербург.
- 1996 — «Старе Місто — 15 років» Виставка в майстерні на Фонтанці, 133. Санкт-Петербург.
- 1996 — «Старе Місто». Галерея «103». Санкт-Петербург
- 1998 — «Ворожіння на кавовій гущі» Кавовий будиночок, Літній Сад. Санкт-Петербург.
- 1999 — «Старе Місто» Російсько-Німецький Культурний Центр. Санкт-Петербург.
- 1999 — «Старе Місто». Музей мису Арикона о. Рюген. Німеччина.
- 2000 — «Старе Місто» — Чайний будиночок. Літній сад. Санкт-Петербург.
- 2001 — «Старе Місто». Галерея «Арт-Колегія». Санкт-Петербург.
- 2001 — «Місто на полотні» Виставковий зал «Творчість», вул. Таганська. Москва.
- 2001 — «Старе Місто — 20 років потому» «Галерея на Гороховій». Санкт-Петербург.
- 2002 — «Весь Петербург» Центральний Виставковий зал Манеж (Санкт-Петербург).
- 2003 — «Старе Місто» галерея «Експо-88». Москва.
- 2003 — «Старе Місто» Виставка на кінофестивалі Російського кіно у м. Онфлер. Франція.
- 2004, травень — Персональна виставка Яна Антонишева. Галерея «На свічкові». Санкт-Петербург.
- 2004, червень — «Старе Місто» у співдружності з петербурзьким художником Олегом Головко. Виставка «Місто в» Старому Місті ". Об'єкти, розписана меблі і предмети перетворені на модель міського середовища в поєднанні з живописом і графікою (см.наші проекти). Галерея «Борей». Санкт-Петербург.
- 2004, липень — «Старе Місто» на фестивалі петербурзьких галерей в Центральному Виставковому Залі (Манеж).
- 2004, листопад — Спільна виставка Насті Слепишевой і Дмитра Єгоровського «Місто на двох». Галерея «А-3». Москва.
- 2005, вересень — Виставка групи «Старе Місто» в галереї «Наїв». Санкт-Петербург. •2006, вересень — Виставка в музеї-квартирі Олександра Блока, присвячена 25-річчю гурту «Старе Місто». Санкт-Петербург.
- 2006, жовтень — Спільна виставка московських і петербурзьких художників «Місто і городяни». Бібліотека мистецтв ім. А. П. Боголюбова. Москва.
- 2007, вересень — Літературно-артистичне арткабаре «Бродячий собака» Виставка «Старе Місто». Санкт-Петербург.
- 2007, вересень — Виставка присвячена дню народження групи «Старе Місто». Санкт-Петербурзький Державний Університет. Санкт-Петербург.
- 2009, січень — Участь у виставці «ПЕТЕРБУРГ-2008» в Центральному виставковому залі Санкт-Петербурга «Манеж». Санкт-Петербург.
- 2009, липень — Літературно-артистичне арткабаре «Бродячий собака» Виставка «По обидві сторони Старого Міста». Санкт-Петербург. • 2009, листопад — Виставка «Живі Зображення» у Центрі Російської культури в Таллінні.
- 2010, січень — «ПЕТЕРБУРГ-2009» в Центральному виставковому залі Санкт-Петербурга «Манеж».
- 2010, вересень — Галерея Матісс клубу виставка «Старе Місто» в Коломиї ". Санкт-Петербург.
- 2011, січень — «ПЕТЕРБУРГ-2010» Щорічна виставка нових творів петербурзьких художників в Центральному виставковому залі Манеж (Санкт-Петербург).
- 2011, Серпень — «Старе Місто» 30-річчя групи. Ювілейна виставка. Спілка Художників, Санкт-Петербург.
- 2012, січень — «ПЕТЕРБУРГ-2011» Щорічна виставка нових творів петербурзьких художників в Центральному виставковому залі Манеж (Санкт-Петербург).
- 2012, вересень — Виставка в «Галереї скла» (у просторі «Щілина-2»). Персональна виставка Миколи Данилевського «Необхідні речі».
- 2012, вересень — Виставка «Старе Місто» в «гостинки» у виставковому залі «Гостинка -арт» Великий Гостинний Двір. Санкт-Петербург.
- 2013, січень — «ПЕТЕРБУРГ-2012» 20-а ювілейна виставка Щорічна виставка нових творів петербурзьких художників в Центральному виставковому залі Манеж (Санкт-Петербург).
- 2013, квітень — «Нотатки» персональна виставка Миколи Данилевського. Всеросійський музей А. С. Пушкіна, музей-садиба Г. Р. Державіна, Санкт-Петербург .
- 2013, травень — Художники групи «Старе Місто» на виставці «Століть єднальна нитка» присвяченій 400-річчя Дому Романових . Санкт-Петербурзький державний музей театрального і музичного мистецтва. Палац Шереметєвих («Фонтану будинок») .
- 2013, червень — Художники групи «Старе Місто» на виставці Артфорум «Традиція» виставковий простір «Алакюль» Курортний район Санкт-Петербурга. Сестрорецк.
- 2013, вересень — Виставка в «Галереї скла». Фрагменти проекту «Французькі штучки» (в артпросторі «Щілина-2») Учасники: Микола Данилевський, Азамат' Е.Чеслав, Наталія Ходячева .
- 2013, вересень — «Старе Місто в Сістербеке» Виставковий зал «Арт-Курорт» Адміністрації Курортного району міста Санкт-Петербурга. Сестрорецк
- 2014, січень — Виставка в «Галереї скла». Виставка «Вогонь, вода і мідні труби» (в артпросторі «Щілина-2») Учасники: Микола Данилевський, Азамат' Е.Чеслав, Наталія Ходячева. 2014, вересень — Персональна виставка — проект Миколи Данилевського «з чистого аркуша» в галереї бібліотеки Кіровських островів.
- 2014, грудень — Різдвяний проект Миколи Данилевського і Наталії Ходячевой «Картинки з виставки». Державна академічна капела Санкт-Петербурга.
- 2015, Лютий — Персональна виставкаЯна Антонишева в галереї 14 \ 45 "Гра в синоніми. Італія ".
- 2015, квітень — «Metamorfosi». Персональна виставка Яна Антонишева в галереї «Castello Carlo V», Італія, г. Монополі.
- 2015, травень — «Чайковський Open Air». Микола Данилевський, Ян Антонишев і Наталія Ходячева. Державна академічна капела Санкт-Петербурга.
- 2015, липень — «Подія на картині». Виставка Яна Антонишева до 50-річного ювілею. Спілка Художників, Санкт-Петербург.
- 2015, Серпень — Виставка Миколи Данилевського і Наталії Ходячевой «Гра в квадрати» в галереї бібліотеки Кіровських островів.
- 2015, вересень — Виставка Наталі Ходячевой та Миколи Данилевського «Дворянське гніздо» в галереї бібліотеки Кіровських островів.